# 平教子
平 教子（たいら の のりこ、生没年未詳）は、平安時代末期から鎌倉時代前期の女官。桓武平氏維衡流（伊勢平氏）。父は平教盛。藤原範季の正室。後鳥羽天皇の寵妃藤原重子（修明門院）の母で、順徳天皇の外祖母にあたる。子は他に藤原（高倉）範茂。従三位。

## 生涯
はじめ播磨内侍と呼ばれ、従五位下の位を得て准后・平盛子に仕える。その頃に藤原範季の正妻となったと見られる。治承4年（1180年）に生まれた高倉天皇の第4皇子尊成親王（のちの後鳥羽天皇）は範季邸に預けられ、夫婦で親王の養育にあたった。寿永元年（1182年）に重子を産む。
寿永2年（1183年）7月、平家一門は安徳天皇を伴って都を落ち、父教盛も一門と共に西走した。都では安徳天皇に代わる新たな帝の選定が行われ、後白河法皇の意志により範季・教子夫妻が養育する4歳の尊成親王が擁立され、後鳥羽天皇となる。
通盛、教経ら兄弟は一ノ谷の戦いなどで多くが討ち死にし、父教盛は寿永4年（1185年）3月、壇ノ浦の戦いで安徳天皇・平家一門と共に入水した。
文治元年（1185年）に範茂を産む。娘の重子は女房として内裏に仕えるようになり、後鳥羽天皇の寵を受けて建久8年（1197年）に守成親王（のちの順徳天皇）を産む。後鳥羽天皇の寵愛は源在子から重子に移り、守成親王は正治2年（1199年）4月に皇太弟に立てられた。教子は建久の末年頃に内裏女房となって典侍に任じられ、中納言典侍と呼ばれる。時期は不明だが、従三位に叙せられている。元久年（1205年）5月、範季が死去。
承久3年（1221年）、鎌倉幕府と対立した後鳥羽上皇が倒幕の兵を挙げて承久の乱が起こり、順徳上皇もこれに従った。子の範茂は倒幕側の中心勢力となり、上皇方が乱に敗北した後、幕府軍によって処刑されている。後鳥羽上皇・順徳上皇は配流となった。
角田文衞は、順徳天皇が反鎌倉の意識が強かったのは、平家の生き残りである祖母教子の元で育ち、周囲には平家の関係者が多かった事に一因があるのではないかと見ている。
没年は未詳だが、嘉禄2年（1226年）7月にも生存している記録が見られる。